# Symphonie no 4 de Draeseke
Pour les articles homonymes, voir Symphonie no 4.
Symphonia Comica
La Symphonie no 4 WoO 38, dite Symphonia Comica est la quatrième des quatre symphonies du compositeur allemand Felix Draeseke.

## Histoire
Draeseke a composé sa symphonie no 4, la Symphonia Comica, en 1912. La date d'achèvement qu'il a notée est le 22 août. Au moment de cette composition, le compositeur avait près de 77 ans, était déjà presque totalement sourd et était très peu estimé par ses jeunes collègues qu'il avait réprimandés en 1906 dans sa mise en garde intitulée  La confusion dans la musique (Die Konfusion in der Musik). Compte tenu de cette situation, il semble étrange que sa plume ait entrepris à ce moment une symphonie "comique". D'une part, il est allé bien au-delà des supplications de ses amis, en écrivant une symphonie Comica tournant le dos à sa monumentale troisième symphonie, la Symphonia Tragica. D'autre part - et cela semble être la motivation la plus importante - il a saisi l'occasion de s'éloigner comme symphoniste d'une œuvre profondément spirituelle, ainsi que de la tradition des grandes symphonies romantiques du XIXe siècle, et de la musique contemporaine pour la scène, en les caricaturant d'une manière humoristique, sans oublier d'utiliser l'auto-dérision. Au chef d'orchestre Bruno Kittel, qui, en 1912, avait conduit les premières représentations complètes des quatre oratorios Christus de Draeseke, le compositeur a indiqué concernant le sens de sa Symphonia Comica: « Il suffit de garder la tête haute et de rire par delà le prix des larmes! ».
La création de l'œuvre a eu lieu un an après le décès de Draesekes, le 6 février 1914 à Dresde sous la direction de Hermann Kutzschbach (en). Puis le silence s'est fait autour de cette symphonie jusqu'en 1996 date de la première édition de la partition grâce au soutien de l'Internationalen Draeseke-Gesellschaft.

## Mouvements
La Symphonia Comica se compose de quatre mouvements d'environ 5 minutes chacun, qui sont conçus selon des modèles relativement classiques:
- Bewegt, feurig
- Langsam, ruhig
- Scherzo: Lebendig, flott
- Lebhaft, schnell

Draeseke commence sa plaisanterie musicale dans la tonalité de mi mineur. Donc la symphonie serait "en mi mineur". En fait, cette prétendue «tonalité principale» n'apparaît qu'occasionnellement. Comme le motif initial du thème principal est en sol majeur, que le mouvement se termine dans cette tonalité et que le final s'achève sur un unisson en sol majeur, cette dernière tonalité peut donc être considérée comme la "vraie" tonalité principale de la symphonie. Cependant Draeseke a démontré sa grande habileté en utilisant de rapides modulations inattendues, de sorte que la symphonie passe de manière permanente d'une tonalité à l'autre, sans s'attarder un moment sur des tonalités pouvant servir de points de repos.
Tout aussi remarquable est le deuxième mouvement, dont il a dit qu'il décrit une «guerre des mouches»: la tranquillité du grand-père (début du mouvement) est constamment perturbé par des piqûres de mouches (motif des cordes frémissantes), puis les petits-fils vont à la chasse des mouches avec des tapettes afin d'éloigner les parasites. Dans un sens figuré, le mouvement peut être interprété comme une description ironique de la vie de l'artiste Draeseke qui avait passé sa vie en conflit avec les critiques musicaux.